# Adelospondylus
Adelospondylus — вимерла тетрапоморфна аделоспондила з кам'яновугільного періоду на території сучасної Шотландії.